# Flat Islands (Labrador)
De Flat Islands zijn een eilandengroep in Newfoundland en Labrador, de oostelijkste provincie van Canada. De onbewoonde archipel bestaat uit enkele kleine, rotsachtige eilanden in de Labradorzee, voor de oostkust van het schiereiland Labrador.

## Geografie
De Flat Islands bestaan in feite uit twee kleine eilandengroepen die langs een noordwest-zuidoostas anderhalve kilometer uit elkaar liggen. Ze liggen in het gebied net ten noorden van de Table Bay, op zo'n 5 km ten oostnoordoosten van de Mullins Cove. Het grote Black Island ligt ruim anderhalve kilometer ten noorden van de noordelijke Flat Islands. De Bird Islands liggen op hun beurt 3,5 km ten oostzuidoosten van de zuidelijke groep.
Het grootste eiland van de archipel ligt in de noordelijke groep en bereikt een hoogte van 16 m boven zeeniveau. Dit eiland heeft een lengte van 600 m tegenover een maximale breedte van 200 m.
Rondom beide groepen van de Flat Islands liggen ondiepten met daarin zowel boven als onder water gelegen rotsen. De archipel heeft een totale oppervlakte van ongeveer 15 hectare.

## Geologie
De bodem van de Flat Islands bestaat uit fijn- tot relatief fijnkorrelig pelitisch schist- en gneis-gesteente. Ditzelfde type van sedimentair protoliet ligt eveneens aan het oppervlak van Black Island en het noorden van het Cape North-schiereiland.
Het maakt deel uit van een bredere formatie van pre-Labradors suprakrustaal gesteente met een vermoedelijke ouderdom van 1,77 à 1,80 miljard jaar.